# Солдатов, Александр Павлович
Александр Павлович Солдатов (род. 18 января 1948 года, Тюменская область) — советский и российский учёный-математик, специалист в области дифференциальных уравнений с частными производными и их приложений, доктор физико-математических наук (1981), профессор (с 1985), заведующий кафедрой математического анализа БелГУ, главный научный сотрудник отдела вычислительных методов и математической физики ВЦ ФИЦ ИУ РАН (по 2024 г.), член Московского, Американского и Немецкого математических обществ, член редколлегии журнала «Вестник Самарского государственного технического университета. Сер. Физико-математические науки», Председатель диссертационного совета СамГТУ и др..

## Биография
В 1965 году закончил физико-математическую школу-интернат при НГУ, затем с отличием — Новосибирский государственный университет по специальности «математика» (1971).
В 1975 году защитил в Математическом институте им. В. А. Стеклова диссертацию по теме «О некоторых краевых задачах теории функций со сдвигом некарлемановского типа» (01.01.02) на звание кандидата физико-математических наук.
В 1979 г. в МГУ им. М. В. Ломоносова — докторскую диссертацию «К теории одномерных сингулярных операторов» по той же специальности (дифференциальные уравнения) физико-математических наук.
Многие годы исследовательскую деятельность в академических учреждениях ВЦ АН СССР, позже — ВЦ РАН, ВЦ ФИЦ ИУ РАН, а также в Институте прикладной математики и автоматизации — филиале ФГБНУ ФНЦ «Кабардино-Балкарский научный центр РАН», г. Нальчик, Александр Павлович успешно сочетает с преподавательской деятельностью.
Он преподавал во Владимирском ГПУ,  в начале 2000-х заведовал кафедрой математического анализа и руководил лабораторией дифференциальных и интегральных уравнений в Новгородском ГУ, а ныне уже многие годы возглавляет кафедру математического анализа Института инженерных и цифровых технологий Белгородского государственного университета.
Приглашался также в качестве визит-профессора в Региональный научно-образовательный математический центр ЮФУ (Ростов-на-Дону) (октябрь-декабрь 2018 г.).

## Основные научные достижения
Профессором А. П. Солдатовым:
- Построена нетеровская теория сингулярных интегро-функциональных уравнений.
- Получены наиболее общие теоремы существования и единственности решения задачи Франкля и обобщённой задачи Трикоми для уравнений смешанного типа.
- Развит прямой теоретико-функциональный подход к общим эллиптическим краевым задачам на плоскости. В этом направлении изучены смешанные и контактные задачи плоской теории упругости.

Итоги исследований А. П. Солдатова и его научной школы привлекли внимание математиков как в нашей стране, так и за её пределами, неоднократно докладывались и обсуждались на различных международных научных мероприятиях, в том числе таких как:
- International Conference on Differential equations, December 9-12, 2017, Dalat, Vietnam;
- International Conference «Applications of Mathematics in Engineering and Economics» (AMEE’17), June 8-13, 2017, Sozopul, Bulgaria;
- International Conference on Analysis and Applied Mathematics (ICAAM, 2016), September 7-10, 2016, Almaty, Kazakhstan;
- 3rd International Workshop «Boundary value problems, functional equations and their applications», April 20-23, 2016, Rzesz´ow, Poland;
- International Workshop «Wiener-Hopf Method, Toeplitz Operators, and their Applications», November 3-7, 2015, Veracruz, Mexico;
- и др.[8]

## Членство в научных обществах
Профессор А. П. Солдатов является членом следующих научных обществ:
- Московское математическое общество;
- Американское математическое общество (AMS), США;
- Немецкое математическое общество (GAMM), Германия.

## Научно-организационная деятельность
- член редколлегии журнала «Вестник Самарского государственного технического университета. Сер. Физико-математические науки»,
- член оргкомитетов более десятка всероссийских и международных конференций в области дифференциальных уравнений, уравнений в частных производных и математического моделирования, которые проходили на основе Самарского ГТУ.
- Председатель диссертационного совета СамГТУ[8].

## Награды, премии, почётные звания
- Почётный знак «Отличник народного просвещения РСФСР» (1990) — отмечены заслуги Александра Павловича в качестве председателем жюри математических олимпиад Владимирской области[9]
- Заслуженный деятель науки Российской Федерации (2001),
- действительный член Международной академии наук высшей школы (с 2001 года).

## Научные труды

### Книги
- Одномерные сингулярные операторы и краевые задачи теории функций / А. П. Солдатов. — М. : Высш. шк., 1991. — 206,[1] с.; 21 см. — (Актуал. вопр. прикл. и вычисл. математики); ISBN 5-06-001633-1
- Краевые задачи теории функций в кусочно-гладких областях: В 2 ч. / А. П. Солдатов. Тбилиси: Ин-т прикл. математики им. И. Н. Векуа, 1992.
  - Ч.1. 260 с.,
  - Ч.2. 273 с[10].
- Гипераналитические функции и их приложения : учебное пособие / А. П. Солдатов ; Фед. аг-во по обр., Белгородский гос. ун-т. — Белгород : Белгородский ГУ, 2006. — 102 с.; 20 см[11].

### Диссертации
- Солдатов, Александр Павлович. О некоторых краевых задачах теории функций со сдвигом некарлемановского типа : диссертация … кандидата физико-математических наук : 01.01.02. — Москва, 1974. — 130 с.[5]
- Солдатов, Александр Павлович. К теории одномерных сингулярных операторов : диссертация … доктора физико-математических наук : 01.01.02. — Муром, 1979. — 244 с. : ил.